# Auroraball-Polka
Die Auroraball-Polka ist eine Polka française von Johann Strauss (Sohn) (op. 219). Das Werk wurde am 22. Februar 1859 im Tanzlokal Zum Sperl in Wien erstmals aufgeführt.

## Einzelnachweis
1. ↑  Quelle: Englische Version des Booklets (Seite 109) in der 52 CDs umfassenden Gesamtausgabe der Orchesterwerke von Johann Strauß (Sohn), Hrsg. Naxos (Label). Das Werk ist als zweiter Titel auf der 42. CD zu hören.